# Steve Garvey
Steve Garvey (ur. 22 grudnia 1948 w Tampie) – amerykański baseballista i biznesmen.

## Bibliografia

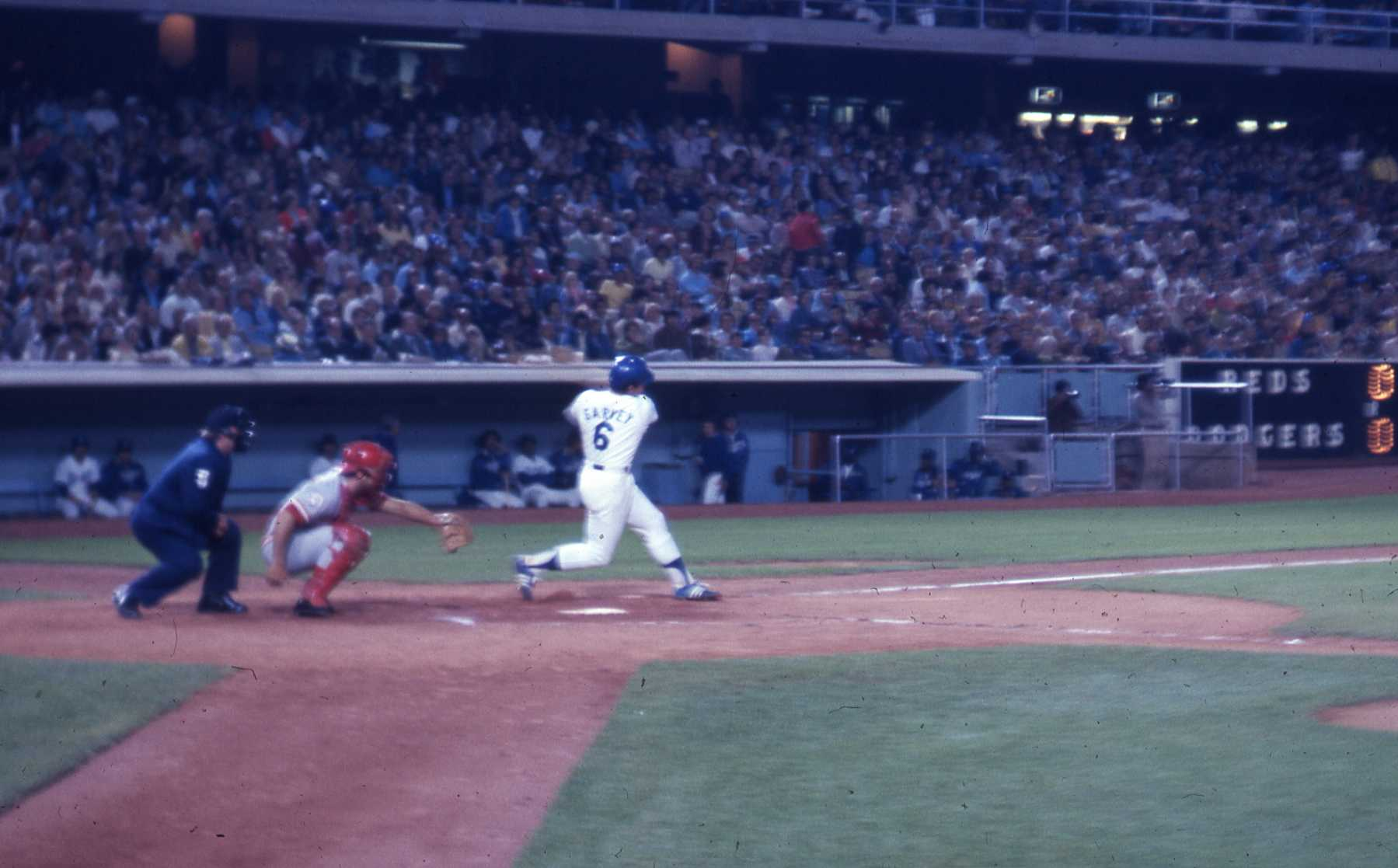
Garvey, jako zawodnik Los Angeles Dodgers, podczas meczu z Cincinnati Reds